# Lunar (canção)
"Lunar" é uma canção do disc jockey e produtor musical David Guetta em colaboração com o produtor musical e DJ holandês Afrojack, do quinto álbum de estúdio de Guetta de 2011, Nothing But the Beat. A faixa instrumental foi lançado digitalmente em 15 de agosto de 2011 como o segundo single dos três singles promocionais do álbum, após "Titanium".

## Lista da faixa
- Download digital[1]

1. "Lunar" – 5:16

## Paradas e posições
| Paradas (2011)                 | Melhor posição |
| ------------------------------ | -------------- |
| Áustria (Ö3 Austria Top 40)    | 58             |
| Espanha (PROMUSICAE)           | 45             |
| França (SNEP)                  | 50             |
| Reino Unido (UK Dance Chart)   | 22             |
| Reino Unido (UK Singles Chart) | 90             |

## Histórico de lançamento
| País          | Data                 | Formato          | Gravadora           |
| ------------- | -------------------- | ---------------- | ------------------- |
| Alemanha      | 15 de agosto de 2011 | Download digital | Virgin Records, EMI |
| Austrália     | 15 de agosto de 2011 | Download digital | Virgin Records, EMI |
| Áustria       | 15 de agosto de 2011 | Download digital | Virgin Records, EMI |
| Canadá        | 15 de agosto de 2011 | Download digital | Virgin Records, EMI |
| França        | 15 de agosto de 2011 | Download digital | Virgin Records, EMI |
| Irlanda       | 15 de agosto de 2011 | Download digital | Virgin Records, EMI |
| Holanda       | 15 de agosto de 2011 | Download digital | Virgin Records, EMI |
| Nova Zelândia | 15 de agosto de 2011 | Download digital | Virgin Records, EMI |
| Reino Unido   | 15 de agosto de 2011 | Download digital | Virgin Records, EMI |